# Mazda Sassou
La Mazda Sassou est un concept car du constructeur automobile Japonais Mazda, présenté au salon de Francfort en 2005, puis au salon de Tokyo et à celui de Detroit en 2006.
Il s'agit d'une petite citadine économique de 3,89 m et motorisée par un trois cylindres diesel.
Ses lignes adoptent l'esprit Zoom-Zoom de Mazda, elle se destine à une clientèle européenne jeune et adopte des technologies nouvelles telles que l'éclairage par des led cachées derrière des panneaux translucides, l'utilisation d'une clé USB et des sièges modulables inspirés par le principe des paravents Shoji.